# Bombus trinominatus
Bombus trinominatus là một loài Hymenoptera trong họ Apidae. Loài này được Dalla Torre mô tả khoa học năm 1890.